# Оса (кантон)
Оса (исп. Osa) — кантон в провинции Пунтаренас Коста-Рики.

## География
Находится на юге центральной части провинции, занимает северную часть полуострова Оса. Граничит на севере с провинцией Сан-Хосе, на западе побережье залива Коронадо, на юге — залив Гольфо-Дульсе. Административный центр — Сьюдад-Кортес.

## Округа
Кантон разделён на 6 округов:
1. Пуэрто-Кортес
2. Пальмар
3. Сьерпе
4. Пьедрас-Бланкас
5. Баия-Бальена
6. Баия-Драке